# チエット
チエット (thiete) は、三つの炭素原子と一つの硫黄原子からなり、二つの炭素の間に二重結合を持つ四員環複素環式化合物で、化学式 C3H4S で表される。非常に不安定なため一般的に単体では存在せず、通常は誘導体の形で存在する。2H-チエット 1,1-ジオキシドは比較的安定であり、スルフェンとイナミンの [2+2] 環化付加反応により合成できる。

## 構造
平面構造で、炭素-硫黄-炭素の角度は76.8°である。